# Jamey Carroll
Jamey Blake Carroll (Evansville, Indiana, 18 de febrero de 1974) es un beisbolista estadounidense. Juega para Los Angeles Dodgers y su posición habitual es segunda base.

## Trayectoria
Debutó en las mayores la temporada de 2002 con Montreal Expos. En 2005 pasó a formar parte de Washington Nationals y los siguientes dos años jugó para Colorado Rockies. Su siguiente equipo fue Cleveland Indians por otras dos temporadas (2008 y 2009). A partir de 2010 milita en Los Angeles Dodgers. Su porcentaje de fildeo es de .992, rubro en el cual fue el mejor en la Liga Nacional en 2006 para un segunda base. Participó en la Serie Mundial de 2007 con Colorado.